# جو هولدن
جو هولدن (بالإنجليزية: Joe Holden)‏ هو لاعب كرة قاعدة أمريكي، ولد في 4 يونيو 1913 في سانت كلير في الولايات المتحدة، وتوفي بنفس المكان في 10 مايو 1996.